# Windows筆記本
Windows筆記本（Windows Journal）是一個微軟所開發，內建於Microsoft Windows中用來做筆記的元件。它首次出現於Windows XP的特定版本中，並內建於部分的Windows Vista以及Windows 7。它讓使用者建立並管理手寫而非打字的筆記。使用它來繪圖可以簡單地用滑鼠，或者是手寫板以及平板電腦等裝置。

## 用處
Windows筆記本首次發行時只內建於Windows XP Tablet PC Edition中。現在，它也內建於Windows Vista的家用進階版、商用入門版、商用進階版以及旗艦版中。

## 檢視器
Windows筆記本檢視器（Windows Journal Viewer）是一個微軟所開發的應用程式，它可以用來檢視（但不能編輯）Windows筆記本所建立的檔案，以提供給不支援這個程式的作業系統的使用者。目前的最新版本是1.5，並可以在Windows 2000、XP、Server 2003以及Windows 7上執行。

## 外部連結
- Windows XP Tablet PC Edition 2005: Tools to Use with Your Tablet PC
- Getting to Know Windows Journal for Tablet PC
- Download details: Windows Journal Viewer 1.5